# Pal·ladi d'Ambrun
Pal·ladi d'Ambrun o d'Embrun, sant Patllari o Batllori(en francès, Pallade o Pélade) (mort c. 541) va ser un bisbe d'Embrun. Venerat com a sant per diverses confessions cristianes, avui es venera com a sant patró de la vila de Camprodon.

## Biografia
Va néixer en una família cristiana i va estudiar amb Catulí, bisbe d'Embrun (Alts Alps, França). Aquest va assistir al Concili d'Épaone de 517 i quan els arrians i Segimon de Borgonya van oposar-se el concili, va haver d'exiliar-se a Viena del Delfinat. Pal·ladi l'hi acompanyà i va estudiar l'Escriptura amb ell. Va ser ordenat prevere i, segons la llegenda, va guanyar el do de la profecia, amb el qual va predir la caiguda i mort de Segimon.
Catulí va morir al voltant de 518 i Pal·ladi va ser elegit bisbe d'Embrun. Edificà nombrosos temples a Chorges, Sauze i Rama, entre d'altres. Se li atribuïen molts miracles i, a més de la profecia, gaudí d'una "mística familiaritat amb els àngels... i combatia amb èxit les maquinacions del dimoni només fent el senyal de la creu".

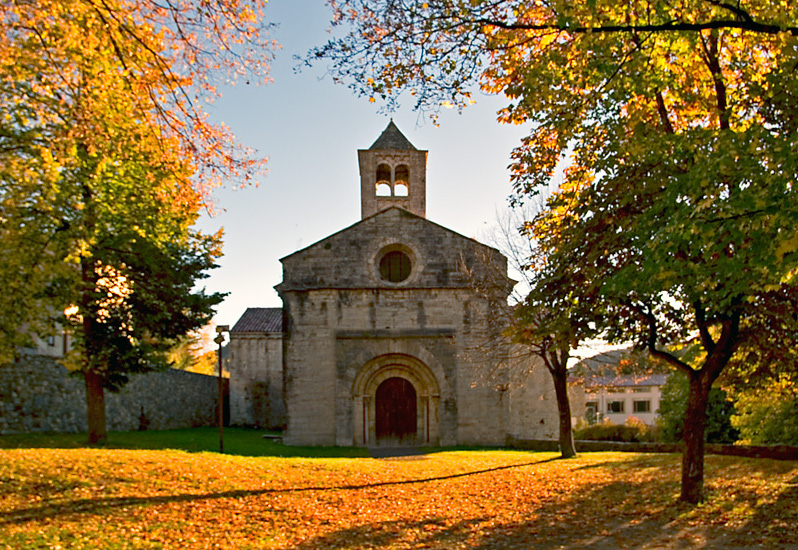
Monestir de Sant Pere de Camprodon, primitiu lloc d'enterrament del sant
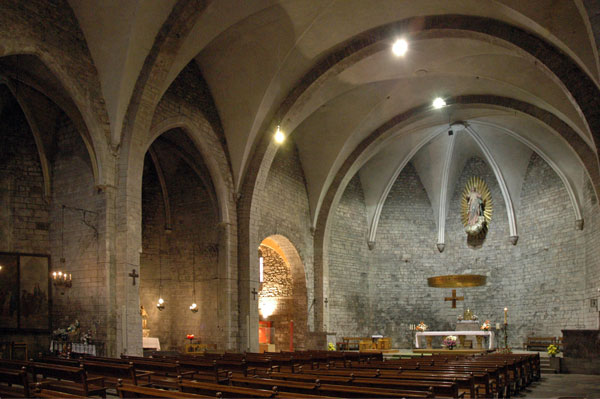
Església de Santa Maria de Camprodon
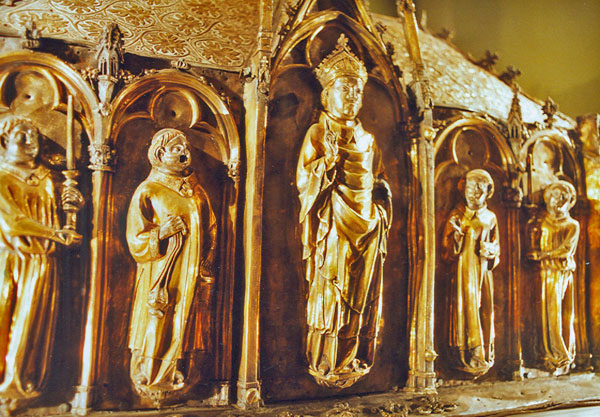
Arqueta de Sant Patllari, a Camprodon

## Veneració
Segons la llegenda de Camprodon, uns monjos benedictins van decidir d'anar a Embrun per a prendre'n relíquies de Sant Patllari i dur-les al seu monestir. Un cop preses (les robaren), les col·locaren en una caixa que va transportar un ase. Quan arribaren a la rodalia de Camprodon, l'animal no va voler continuar el camí, per molt que els monjos insistiren. L'ase va fer tres guitzes sobre el terra i van sorgir-ne tres deus d'aigua (que encara avui poden veure's a la Font de Sant Patllari): els monjos, en veure-ho, van deixar lliure l'ase, que va començar a voltar pel poble i va passar pel davant de les esglésies del Carme i Santa Maria, fins que arribà al monestir de Sant Pere de Camprodon, on entrà i s'hi quedà. Els monjos, llavors, van deixar-hi les relíquies del sant.
Avui, les relíquies es troben a l'església de Santa Maria de Camprodon, en l'Arqueta de Sant Patllari, obra d'orfebreria que data del segle xiv i procedeix de l'esmentat monestir.
La festivitat del sant se celebra a Camprodon el 21 de juny, amb balls i la cercavila de gegantera